# مسيحيون متخفون

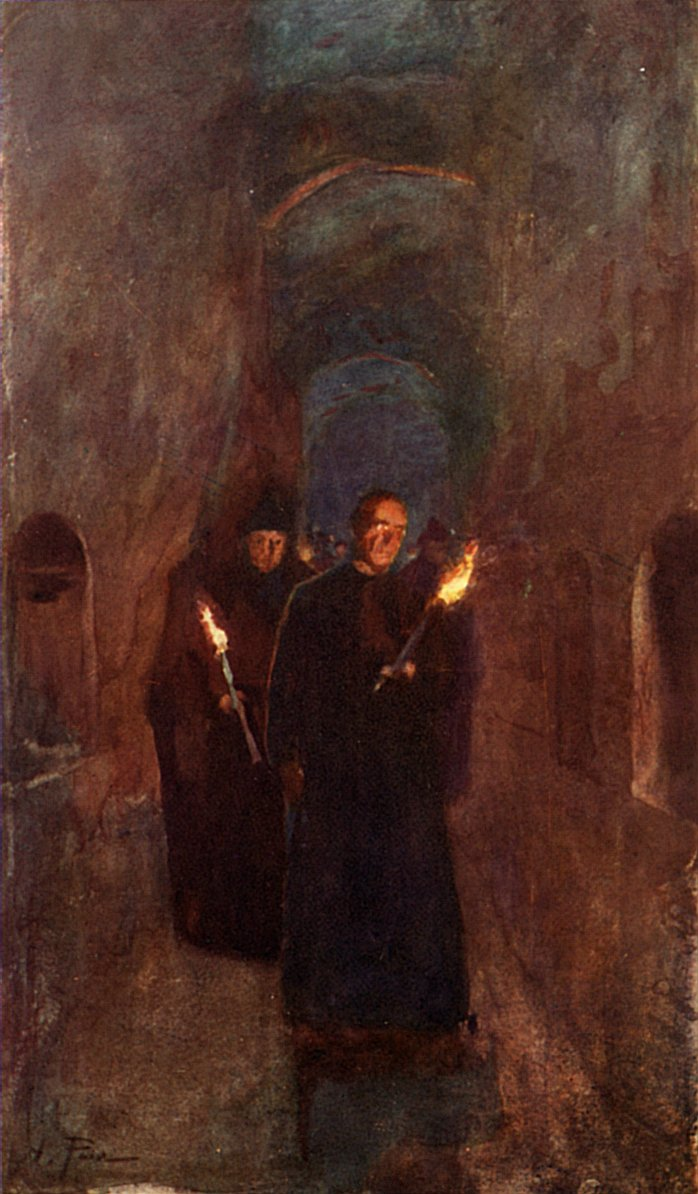
مسيحيين يصلون في سراديب الموتى وهي ممارسة شائعة بين المسيحيين المتخفين للمارسة شعائرهم الدينية بعيدًا عن الملاحقات.

المسيحيون المُتخفّون أو الكريبتو - مسيحيون يشير هذا المصطلح عادًة إلى المسيحيين يتظاهرون باعتناق دين آخر غير المسيحية، بسبب الظروف المختلفة، ويظلون على دينهم في الواقع، عادة أثناء محاولة تمويه بأنهم يمارسون شعائر دين آخر. تعود هذه الممارسة بشكل أساس في الأماكن والفترات الزمنية حيث تم اضطهاد المسيحيين أو تم حظر المسيحية، ما أدى إلى ظهور مسيحيين يمارسون طقوس المسيحية في الخفية.

## تاريخ
وشهدت فترات زمنية مختلفة وأماكن عدة جماعات مسيحية سرية تحت الأرض. وكان هذا عادة ما يكون رد فعل إما بسبب الاضطهاد والتهديد بالعنف أو بسبب إجراء قانوني مثل حظر المسيحية والتحول لها.

### الإمبراطورية الرومانية
منذ صدور مرسوم طرد المسيحيين من روما حوالي العام 58 وحتى العام 312 عانى المسيحيون من شتى أنواع الاضطهاد كان أقساها اضطهاد نيرون الذي شمل حريق روما، دومتيانوس الذي استمر سبعة وثلاثين عامًا واتخذت بداية هذا الاضطهاد أصل التقويم المعروف باسم التقويم القبطي أو المصري، وحسب مراجع الكنيسة القبطية الأرثوذكسية فقد قتل مئات الآلاف خلال هذا الاضطهاد، تراجان، ماركوس أوريليوس، سبتيموس سيفيروس، ماكسيمين، ديكيوس، جالينوس، أوريليان، دقلديانوس وهي ما تعرف عمومًا في التاريخ المسيحي باسم الاضطهادات العشر الكبرى؛ وقد اضطر العديد من المسيحيين إخفاء معتقداتهم واقامة الصلوات والشعائر الدينية تحت الأرض.

### اليابان

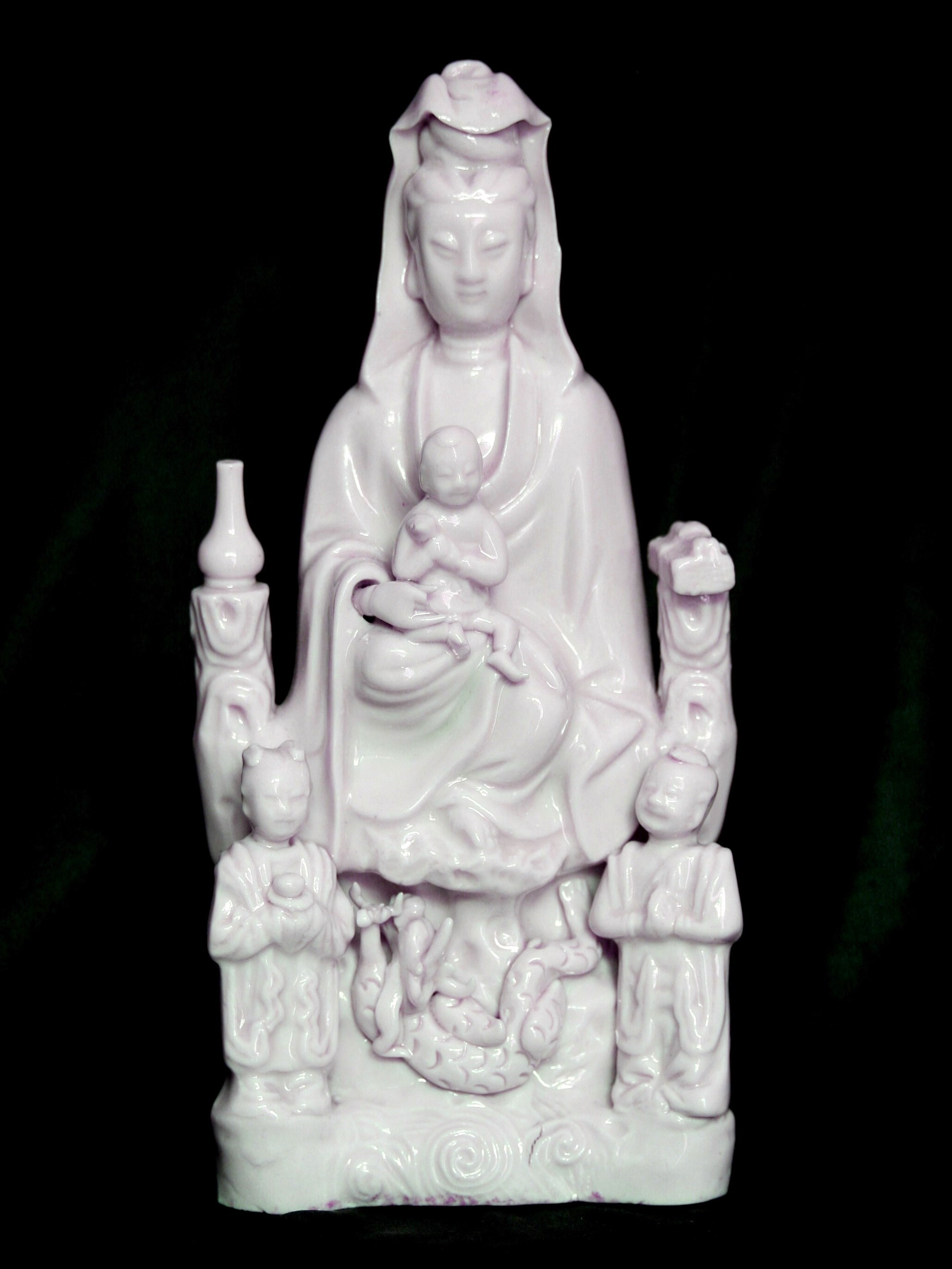
تمثال مريم العذراء والطفل يسوع والذي يبدو تمثال للآلهة البوذية حيث مارس الكاكوري كيريشتيان معتقداتهم في سرية.

وصلت المسيحية إلى اليابان في القرن السادس عشر مع فرنسيس كسفاريوس. منعت السلطات في عام 1616 العلاقات التجارية مع العالم الخارجي، وتم في سنة 1622 إعدام نحو 120 من المبشرين ومعتنقي المسيحية، ليتلو ذلك طرد الرعايا الإسبان وسط عمليات قتل وتصفية واسعة، وتم إجبار الآلاف من المسيحيين اليابانيين على ترك المسيحية تحت طائلة التعذيب والتهديد مما أضطر المسيحيين على التخفي وممارسة الشعائر المسيحية بالخفية وقد أطلق على هذه الجماعات المسيحية الكاكوري كيريشتيان (باليابانية: 隠れキリシタン) والتي تعني حرفيًا المسيحيين المتخفيين. وفي عام 1635 صدر قرار بمنع أي ياباني من السفر إلى الخارج أو العودة إلى اليابان إن تركها مسافراً. وبلغ خوف اليابانيين من عودة المسيحية أن منعوا استيراد الكتب والمطبوعات الغربية. واضطرت اليابان بعد قرنين ونصف القرن، تحت تأثير الكثير من الضغوط الدبلوماسية، أن ترفع الحظر عام 1837 عن الديانة المسيحية. وعادت المسيحية تنتشر حيث تحول إليها نحو مائة ألف خلال بضع سنوات.

### البلقان وآسيا الصغرى
بسبب الصراع الديني الذي تميزت به شبه جزيرة البلقان والأناضول، كانت هناك جماعات مسيحية سرية حتى يومنا هذا في المناطق التي تقطنها أغلبية مسلمة في يوغوسلافيا السابقة وألبانيا وتركيا. وخوفًا من الصراعات الدينية والعرقية، العديد من الأقليات المسيحية مارست الشعائر المسيحية بسرية. حصل هذا في الغالب بعد الفتوحات التركية العثمانية في البلقان، ولكن أقرب سجل علمي لهذه الظاهرة يعود إلى عام 1829. كما تواجدت في قبرص جماعات مسيحية من الكاثوليك، الموارنة والروم الأرثوذكس الذين تحولوا ظاهريًا للإسلام في ظل القمع العثماني وحافظت على مسيحيتها في السر.
ويعتقد أن هناك جماعات مسيحية سرية من الأرمن من الذين يعيشون في تركيا الحديثة. حيث تمت أسلمة العديد منهم تحت تهديد الإبادة الجسدية وخاصة خلال مذابح الأرمن في عام 1896 والإبادة الجماعية للأرمن من عام 1915. يعيش المسيحيين المتخفين من الأرمن في قرى منفصلة من قبل الأتراك والأكراد في شرق تركيا (على الأراضي الوطن الأرمني التقليدي). وتختلف هذه المجموعة المذكورة أعلاه في سبب «الأسلمة» وعمق الأسلمة.

### الشرق الأوسط
في القرون الأولى انتشر الدين المسيحي بسرعة في جميع أنحاء منطقة البحر الأبيض المتوسط وأصبحت كل من مصر وسوريا مراكز مهمة خاصة للدين المسيحي. حتى تفككت الإمبراطورية الرومانية بين القرنين الخامس والسابع. خلال القرن السابع أخذت تسيطر الخلافة الإسلامية على ما يسمى الآن منطقة الشرق الأوسط. تحول العديد للإسلام ولأسباب مختلفة العديد من المسيحيين تحول للإسلام ظاهريًا وبقي يمارس المسيحية بسرية.
كما نشأ اضطهاد المسيحيين في ظل الخليفة الفاطمي الحاكم بأمر الله، حيث أضطر العديد من أتباع المسيحية (واليهودية) على التخفي. ظهرت المجتمعات المسيحية السرية في مصر خلال القرن الحادي عشر والمغرب في القرن الثاني عشر تحت حكم الموحدين. وجدت العديد من المجتمعات المسيحية السرية في الشرق الأوسط حتى القرن التاسع عشر. منذ أواخر القرن التاسع عشر فصاعدا معظم مجموعات المسيحية السرية بدأت تختفي نتيجة لصعود القومية في دول الشرق شرق الجديدة.

### تركيا
عشية الحرب العالمية الأولى كانت هناك جماعات سرية من اليونانيين الأرثوذكس البنطيين والتي تحولت إلى الإسلام شكلًا هربًا من الضرائب والاضطهادات في حين ظلت تمارسون الشعائر المسيحية في السر. في قبرص التركية تتواجد جماعة مسيحية سرية ناطفة في اللغة التركية في الغالب يمارسون الشعائر الكاثوليكية بسرية ويطلق عليهم «لينوبامباكي». كما تتواجد جماعات سرية من الأرمن المسيحيين في الجمهورية التركية الذين اضطروا اخفاء هويتهم الحقيقية. وتترواح أعدادهم بين 30,000 - 5,000,000 نسمة بحسب تقارير مختلفة.

### الاتحاد السوفيتي وحلف وارسو
اضطرت العديد من الطوائف المسيحية في دائرة النفوذ السوفياتي خلال الحرب الباردة ممارسة الشعائر الدينية تحت الأرض في ما يسمى كنائس سرداب الموتى. بعد تفكك حلف وارسو ونهاية الحقبة السوفيتية في 1990، عادت الكنائس إلى الظهور مرة أخرى، يذكر أّن عدد من دول أوروبا الشرقية شهدت مع سقوط الإتحاد السوفياتي والأنظمة الشيوعية صحوة دينية كبرى منها روسيا ممثلة بالعلاقة الوثيقة بين الكنيسة الروسية الأرثوذكسية وفلاديمير بوتين، أوكرانيا، بولندا، صربيا، كرواتيا، رومانيا وبلغاريا.

### جمهورية الصين الشعبية
كنائس البيوت أو ما تعرف بكنائس الصمت في ازدياد. حيث أن الصين تعترف فقط بكنائس محددة ورسمية. في حين أن الكنائس والجماعات المسيحية السرية تتعرض لملاحقات.

### ألمانيا النازية
وهي حال فريدة من المسيحيين المتخفين خصوصًا أنها حدثت في بلد ذات أغلبية مسيحية، وتألفت من كنيسة الاعتراف البروتستانتية التي انفصلت عن كنيسة الرايخ البروتستانتية الموحدة التي تم إنشاؤها بعد وصول هتلر إلى السلطة في عام 1933 وتغاضت عن السياسات الفاشية. في حين أن العديد من القادة البروتستانت عارضت بنشاط سياسات هتلر المعادية للسامية، معارضة كنيسة الاعتراف في المقام الأول كان ضد تدخل الدولة في شؤون الكنيسة، مثل ٌٌٌاضطهاد القساوسة من الأصول اليهودية. العديد من الشخصيات البارزة لكنيسة الاعتراف اعتقلت في نهاية المطاف وسجنت في معسكرات الاعتقال.

### داخل المسيحية
بالإضافة إلى التخفي داخل المجتمعات الغير مسيحية. اضطر أحيانًا مسيحيين اخفاء طائفتهم في بلد مسيحي ذات أغلبية من طائفة أخرى. منها حالات الكاثوليك المتخفين (منها في إنجلترا عام 1558) في الدول البروتستانتية أو البروتستانت المتخفين في الدول الكاثوليكية والأرثوذكسية كحالة الهوغونوتيون.

## مواقع خارجية
- Centre for the Study of South Eastern Europe
- The Turkish-Cypriot Community and the Cryptochristians
- Chaglar، Alkan، "Proselytism and Crypto-Christians in Cyprus"، Toplumpostasi.
- The Catacomb Church
- Russia's Catacomb Saints نسخة محفوظة 12 ديسمبر 2007 على موقع واي باك مشين.
- Gizli Hristiyanlık - Crypto Chritianity at Pontus region (Turkish)
- Crypto-Christians of the Trabzon Region of Pontos - Full article